# Герб Маньчжоу-Го
Герб Маньчжоу-Го представлял собой изображение цветущей жёлтой орхидеи (научное название:Cymbidium goeringii). Герб использовался с 1932 года, однако официально был утверждён в 1934 году и являлся одновременно императорским гербом. Его изображение помещалось на почтовых марках, официальных документах, а также государственных наградах.
- Императорский штандарт Маньчжоу-Го
- Монета в 1 фэнь, 1943
- Эмблема на почтовой марке (1935)
- Cymbidium goeringii